# Hydrotaea bimaculoides
Hydrotaea bimaculoides är en tvåvingeart som beskrevs av Wang 1981. Hydrotaea bimaculoides ingår i släktet Hydrotaea och familjen husflugor. Inga underarter finns listade i Catalogue of Life.